# Westerfrölkekogel
Der Westerfrölkekogel ist ein 2726 m ü. A. hoher Berg in der Goldberggruppe der Zentralalpen in den österreichischen Bundesländern Kärnten und Salzburg.

## Lage und Umgebung
Der Gipfel des Westerfrölkekogels erhebt sich an der Grenze zwischen der Salzburger Gemeinde Bad Gastein im Westen und der Kärntner Gemeinde Mallnitz im Osten. Er befindet sich im Nationalpark Hohe Tauern. Der Berg ist Teil eines Gebirgskamms, der das Nassfeld umrahmt. Der Kamm beginnt beim Kolmkarspitz und führt über das Niedersachsenhaus, den Neunerkogel, die Herzog-Ernst-Spitze, das Schareck, den Weinflaschenkopf, die Schlapperebenspitzen, die Murauer Köpfe, den Hinteren Geißlkopf, den Vorderen Geißlkopf und den Westerfrölkekogel bis zur Hagener Hütte am Niederen Tauern.
Bei den gipfelnahen Hängen des Westerfrölkekogels im Norden und Nordwesten handelt sich um steile Felswände. Südlich des Gipfels erstreckt sich ein Blockgletscher. Im Tal zum Vorderen Geißlkopf hin entspringt mit dem Höllkarbach ein Nebenbach der Nassfelder Ache. Über die östlichen Hänge des Westerfrölkekogels verläuft der Weitwanderweg Zentralalpenweg.

## Name
Im 19. Jahrhundert hieß der Gipfel Schreinspitzl. Später wurde er nach Rudolf Westerfrölke (1861–1949) benannt, dem Gründungsvorsitzenden (1903–1946) der Sektion Hagen des Deutschen Alpenvereins. Westerfrölke leistete wesentliche Beiträge zur alpinistischen Erschließung der Hohen Tauern.

## Geologie
In geologischer Hinsicht ist der Westerfrölkekogel von Kalkglimmerschiefer und Kalksilikatgneis des Tauernfensters (Penninikum) geprägt. Ferner kommen Metadiabas und Grünschiefer vor.